# The Hitchhiker's Guide to the Galaxy (pel·lícula)
The Hitchhiker's Guide to the Galaxy és una comèdia de ciència-ficció britànica i estatunidenca de 2005, dirigida per Garth Jennings (també conegut com a Hammer & Tongs), basada en la saga Guia galàctica per a autoestopistes, creada per Douglas Adams. És protagonitzada per Martin Freeman, Sam Rockwell, Mos Def, Zooey Deschanel i les veus de Stephen Fry i Alan Rickman.
Adams va coescriure el guió amb Karey Kirkpatrick, però va morir el 2001, abans que comencés la producció; la pel·lícula està dedicada a la seva memòria. La producció va aconseguir uns ingressos en taquilla de més de $100 milions de dòlars a tot el món.

## Repartiment
- Martin Freeman com Arthur Dent
- Sam Rockwell com el president Zaphod Beeblebrox
- Mos Def com Ford Prefect
- Zooey Deschanel com Tricia McMillan / Trillian
- Warwick Davis com Marvin l'andròid paranoic (moviment)
- Bill Nighy com Slartibartfast]
- Anna Chancellor com el vicepresident Questular Rontok
- John Malkovich com Humma Kavula
- Kelly Macdonald com Jin Jenz Reporter
- Jason Schwartzman (no surt als crèdits) com Gag Halfrunt
- Edgar Wright (no surt als crèdits) com Deep Thought Tech
- Simon Jones com Magrathea Video Recording

### Veus
- Stephen Fry com el narrador
- Alan Rickman com Marvin, l'andròid paranoic
- Ian McNeice com Kwaltz
- Helen Mirren com Deep Thought
- Richard Griffiths com Vogon Jeltz
- Thomas Lennon com Eddie the Computer
- Bill Bailey com The Whale
- Mak Wilson com Vogon
- Garth Jennings com Frankie Mouse (no surt als crèdits)